# Liste der Baudenkmale in Hollern-Twielenfleth
In der Liste der Baudenkmale in Hollern-Twielenfleth sind alle Baudenkmale der niedersächsischen Gemeinde Hollern-Twielenfleth aufgelistet. Die Quelle der Baudenkmale ist der Denkmalatlas Niedersachsen. Der Stand der Liste ist der 30. Oktober 2021.

## Allgemein
In den Spalten befinden sich folgende Informationen:
- Lage: die Adresse des Baudenkmales und die geographischen Koordinaten. Kartenansicht, um Koordinaten zu setzen. In der Kartenansicht sind Baudenkmale ohne Koordinaten mit einem roten Marker dargestellt und können in der Karte gesetzt werden. Baudenkmale ohne Bild sind mit einem blauen Marker gekennzeichnet, Baudenkmale mit Bild mit einem grünen Marker.
- Bezeichnung: Bezeichnung des Baudenkmales
- Beschreibung: die Beschreibung des Baudenkmales. Unter § 3 Abs. 2 NDSchG werden Einzeldenkmale und unter § 3 Abs. 3 NDSchG Gruppen baulicher Anlagen und deren Bestandteile ausgewiesen.
- ID: die Objekt-ID des Baudenkmales
- Bild: ein Bild des Baudenkmales, ggf. zusätzlich mit einem Link zu weiteren Fotos des Baudenkmals im Medienarchiv Wikimedia Commons. Wenn man auf das Kamerasymbol klickt, können Fotos zu Baudenkmalen aus dieser Liste hochgeladen werden:

## Hollern-Twielenfleth

### Gruppe: Am Deich 31
Die Gruppe hat die ID 30899384. Die Hofanlage Am Deich 31 besteht aus einem Wohn-/Wirtschaftsgebäude und einer firstparallel hierzu stehenden Scheune sowie einem ehemaligen Altenteiler (heute Am Deich 32). Nach Norden zum Deich wird die Hofanlage begrenzt durch eine Altländer Pforte.

| Lage                                    | Bezeichnung               | Beschreibung | ID       | Bild |
| --------------------------------------- | ------------------------- | --- | -------- | ---- |
| Am Deich 31 53° 36′ 11″ N, 9° 33′ 32″ O | Tor                       | Holzgerüst mit einer segmentbogenförmigen Durchfahrt und einem seitlichen Durchgang mit geradem Sturz. Geschnitzte und farbig gefasst Ornamentik und Inschriften. Aufgeständert auf Backsteinsockel. Unter ziegelgedecktem Schutzdach in Satteldachform. Errichtet im 18. Jahrhundert, erneuert 1959/60 (i). | 30917186 | BW   |
| Am Deich 31 53° 36′ 9″ N, 9° 33′ 30″ O  | Scheune                   | Firstparallel zum Haupthaus stehender giebelständiger Fachwerkbau mit Backsteinausfachung. Errichtet 1648 (i) als Scheune. | 30917168 | BW   |
| Am Deich 31 53° 36′ 9″ N, 9° 33′ 30″ O  | Wohn-/ Wirtschaftsgebäude | Großes giebelständiges Zweiständerhaus in Fachwerk mit Backsteinausfachung, unter Satteldach in Reetdeckung. 1715 (i) zur älteren Scheune firstparallel errichtet. | 30917148 | BW   |
| Am Deich 32 53° 36′ 6″ N, 9° 33′ 29″ O  | Wohnhaus                  | Kleiner Fachwerkbau mit Backsteinausfachung, unter reetgedecktem Satteldach, am Südgiebel mit Halbwalm. Wände teilweise massiv ersetzt. Errichtet in der ersten Hälfte des 19. Jahrhunderts als Altenteiler zur Hofanlage Am Deich 31.                                                                       | 30917208 | BW   |

### Gruppe: Bassenfleth 4
Die Gruppe hat die ID 30899353. Die Hofanlage Bassenfleth 4 besteht aus einem Wohn-/Wirtschaftsgebäude des 17. Jahrhunderts und einer Scheune der Zeit um 1800 sowie einer Altländer Pforte, die den gepflasterten Hofraum nach Norden abschließt.

| Lage                                      | Bezeichnung               | Beschreibung | ID       | Bild |
| ----------------------------------------- | ------------------------- | --- | -------- | ---- |
| Bassenfleth 4 53° 36′ 37″ N, 9° 32′ 19″ O | Wohn-/ Wirtschaftsgebäude | Giebelständiger Zweiständerbau in Fachwerk mit Backsteinausfachung, unter reetgedecktem Satteldach, am Wirtschaftsgiebel mit Halbwalm. Außenwände teilweise in Backstein erneuert, Wohngiebel um 1900 in Backstein ersetzt, hier mit Lisenen und zeittypischen Ziersetzungen. Wirtschaftsgiebel aus der Erbauungszeit 1661 (i) mit Vorkragung auf kräftigen Knaggen, Kopfbändern an den beiden Hauptständern sowie mosaikartigen Steinsetzungen in den Gefachen. | 30916487 | BW   |
| Bassenfleth 4 53° 36′ 37″ N, 9° 32′ 21″ O | Scheune                   | Giebelständiger Fachwerkbau mit Holzverbretterung, unter Walmdach mit Reetdeckung. Errichtet wohl um 1800. | 30916548 | BW   |
| Bassenfleth 4 53° 36′ 38″ N, 9° 32′ 21″ O | Tor                       | Holzständerbau unter ziegelgedecktem Satteldach, mit einer Durchfahrt und einem seitlichen Durchgang. Erneuert nach älterem Vorbild in der ersten Hälfte des 20. Jahrhunderts. | 30916509 | BW   |

### Gruppe: Hollernstraße 105
Die Gruppe hat die ID 30899333. Hofanlage südlich der Hollernstraße mit einem Wohn-Wirtschaftsgebäude, dessen Wohngiebel zur Straße ausgerichtet ist und einer rückwärtigen Scheune.

| Lage                                          | Bezeichnung               | Beschreibung | ID       | Bild |
| --------------------------------------------- | ------------------------- | --- | -------- | ---- |
| Hollernstraße 105 53° 35′ 49″ N, 9° 32′ 26″ O | Wohn-/ Wirtschaftsgebäude | Giebelständiger Fachwerkbau mit Backsteinausfachung, unter reetgedecktem Satteldach. Auffallend gleichmäßiges Fachwerk, im Straßengiebel kaum auskragend mit nahezu quadratischen Gefachen. Errichtet um 1850. | 30916786 | BW   |
| Hollernstraße 105 53° 35′ 47″ N, 9° 32′ 24″ O | Scheune                   | Verbretterte Querdurchfahrtsscheune unter reetgedecktem Walmdach. Errichtet im 19. Jahrhundert. | 30916806 | BW   |

### Gruppe: Hollernstraße 143
Die Gruppe hat die ID 30899343. Hofanlage aus zwei firstparallel zueinander gestellten Backsteingebäuden.

| Lage                                         | Bezeichnung               | Beschreibung | ID       | Bild |
| -------------------------------------------- | ------------------------- | --- | -------- | ---- |
| Hollernstraße 143 53° 36′ 2″ N, 9° 31′ 55″ O | Wohn-/ Wirtschaftsgebäude | Giebelständiges Hallenhaus in Backstein unter Satteldach, im Wirtschaftsteil in Reetdeckung und mit Walm am Wirtschaftsgiebel. Giebeldreieck hier in Fachwerk mit Backsteinausfachung. Erbaut in der Mitte des 19. Jahrhunderts. Wohngiebel 1903 (i) massiv erneuert mit zeittypischen Ziersteingliederungen, Putzfaschen der Fenster, Betonung der Gebäudeecken mit Quaderimitationen sowie einem dreibogigen Eingangsportal mit zwei eingestellten Säulen. | 30916906 | BW   |
| Hollernstraße 143 53° 36′ 2″ N, 9° 31′ 54″ O | Nebengebäude              | Backsteingebäude unter Satteldach. Erbaut im 19. Jahrhundert. | 30916928 | BW   |

### Gruppe: Siebenhöfen 2
Die Gruppe hat die ID 30899374. Hofanlage aus einem Wohn-/Wirtschaftsgebäude und einer zur Straße vorgezogenen Scheune.

| Lage                                      | Bezeichnung               | Beschreibung | ID       | Bild |
| ----------------------------------------- | ------------------------- | --- | -------- | ---- |
| Siebenhöfen 2 53° 35′ 20″ N, 9° 34′ 22″ O | Wohn-/ Wirtschaftsgebäude | Giebelständiges Fachwerkgebäude mit Backsteinausfachung, unter reetgedecktem Satteldach. Errichtet 1850 (i), Wirtschaftsgiebel 1902 (i) erneuert in Backstein. | 30917557 | BW   |
| Siebenhöfen 2 53° 35′ 20″ N, 9° 34′ 23″ O | Scheune                   | Giebelständige Fachwerkscheune mit Holzverkleidung, unter reetgedecktem Walmdach. Mit Quereinfahrt. Errichtet wohl um 1900.                                    | 30917614 | BW   |

### Gruppe: St.-Marien-Kirche Twielenfleth
Die Gruppe hat die ID 30899394. Die Kirche steht auf einem mit älteren Grabsteinen besetzten Kirchhof, auf dem sich zudem das Gefallenendenkmal von Twielenfleth befindet.

| Lage                              | Bezeichnung       | Beschreibung | ID       | Bild           |
| --------------------------------- | ----------------- | --- | -------- | -------------- |
| Hörne 53° 36′ 10″ N, 9° 33′ 11″ O | Kirche            | Saalkirche aus Fachwerk mit unregelmäßigem polygonalem Chorschluss, unter hohem Walmdach in Ziegeldeckung, erbaut 1819. Unverriegeltes Fachwerk mit Backsteinausfachung, Rundbogenfenster mit Holzsprossen. Im Westen ein holzverschalter Glockenturm mit spitzem Achteckhelm von 1615 (i). Im Inneren zwei Längsunterzüge auf Kopfbändern an den Wänden, darüber eine eingezogene verbretterte Segmentbogentonne mit Ankerbalken. Ausstattung überwiegend aus dem Vorgängerbau, so eine einfache Kanzel von 1603, und ein hölzernes Taufbecken von 1606 (i). | 30917226 | Weitere Bilder |
| Hörne 53° 36′ 10″ N, 9° 33′ 13″ O | Gefallenendenkmal | Backsteinwand mit Tafeln für die Gefallenen des Ersten Weltkriegs von Twielenfleth. Errichtet vermutlich in den Zwanzigerjahren des 20. Jahrhunderts. Später ergänzt um Tafeln mit Namen der Gefallenen des Zweiten Weltkriegs. | 30917246 | BW             |

### Gruppe: Wöhrden 7
Die Gruppe hat die ID 30900287. Die Gruppe beinhaltet keine Einzelbaudenkmale. Die Lage ist: hier.

### Gruppe: Wöhrden 11
Die Gruppe hat die ID 30899415. Typische Wöhrdener Hofanlage mit einem Haupthaus des 18. und einer Scheune des 19. Jahrhunderts. Die beiden sind im rechten Winkel zueinander gruppiert.

| Lage                                   | Bezeichnung               | Beschreibung | ID       | Bild |
| -------------------------------------- | ------------------------- | --- | -------- | ---- |
| Wöhrden 11 53° 36′ 36″ N, 9° 30′ 45″ O | Wohn-/ Wirtschaftsgebäude | Giebelständiger Zweiständerbau in Fachwerk mit Backsteinausfachung, unter reetgedecktem Halbwalmdach. Im straßenseitigen Hofgiebel Fachwerk mit Mann-Verstrebungen an den beiden Hauptständern, reichhaltigen Ziersteinsetzungen und einer deutlichen Giebelvorkragung auf profilierten Knaggen. Errichtet 1781 (i). | 30917357 | BW   |
| Wöhrden 11 53° 36′ 35″ N, 9° 30′ 46″ O | Scheune                   | Zum Hof traufständig, zur Straße giebelständig ausgerichteter Fachwerkbau mit Backsteinausfachung unter Satteldach. Mit Quereinfahrten. Errichtet im 19. Jahrhundert. Nördlicher Teil durch den Einbau zweier Tore großflächig überformt.                                                                            | 30917379 | BW   |

### Gruppe: Wöhrden 15
Die Gruppe hat die ID 30899425. Typische Wöhrdener Hofanlage mit einem Haupthaus und einer Scheune des 19. Jahrhunderts. Die beiden sind im rechten Winkel zueinander gruppiert. Dazu gehört die Hofpflasterung und eine gepflasterte Rampe, die als Börne (Viehtränke) für das Vieh direkt am Straßengraben diente.

| Lage                                   | Bezeichnung               | Beschreibung | ID       | Bild |
| -------------------------------------- | ------------------------- | --- | -------- | ---- |
| Wöhrden 15 53° 36′ 39″ N, 9° 30′ 37″ O | Rampe                     | | 30917595 | BW   |
| Wöhrden 15 53° 36′ 40″ N, 9° 30′ 37″ O | Wohn-/ Wirtschaftsgebäude | Giebelständiger Backsteinbau unter Satteldach. Wirtschaftsgiebel aus der Zeit um 1900 mit gestalteten Gesimsen und Schmuckfriesen am Ortgang. | 30917538 | BW   |
| Wöhrden 15 53° 36′ 41″ N, 9° 30′ 37″ O | Scheune                   | Verbretterter, quer zum Hof stehender Bau mit Quereinfahrten, unter Satteldach. Errichtet im 19. Jahrhundert.                                 | 30917652 | BW   |

### Gruppe: Wöhrden 19
Die Gruppe hat die ID 30899436. Die Gutsanlage Wöhrden 19 umfasst ein großes Grundstück mit zurückgesetztem, baumumstandenem Gutshaus sowie einer ehemaligen Scheune am südlichen Grundstücksrand.

| Lage                                   | Bezeichnung | Beschreibung | ID       | Bild |
| -------------------------------------- | ----------- | --- | -------- | ---- |
| Wöhrden 19 53° 36′ 43″ N, 9° 30′ 33″ O | Gutshaus    | Zweigeschossiger Putzbau mit mittigem übergiebeltem Eingangsrisalit in der südwestlichen Längsfassade; unter pfannengedecktem Walmdach. Errichtet 1842 (a) als eingeschossiger Bau, 1939 aufgestockt. Hoher Sockel aus Naturstein, symmetrisch gegliederte Fassade. | 30917432 | BW   |
| Wöhrden 19 53° 36′ 42″ N, 9° 30′ 34″ O | Scheune     | Zweigeschossiger Backsteinbau unter reetgedecktem Walmdach. Im 19. Jahrhundert eingeschossig errichtet, 1937 aufgestockt und zur Obstscheune ausgebaut. | 30917455 | BW   |

### Einzelbaudenkmale
| Lage                                                   | Bezeichnung               | Beschreibung | ID       | Bild           |
| ------------------------------------------------------ | ------------------------- | --- | -------- | -------------- |
| Alter Schulweg 53° 35′ 27″ N, 9° 33′ 29″ O             | St. Mauritius             | Saalkirche aus Backstein mit eingezogenem polygonalen Chor. Ältester Teil ist das Mauerwerk des runden Westturmes als Rest eines romanischen Baues, im unteren Teil ursprünglich aus Granit, darüber Backstein, 1983–84 vollständig neu ummantelt; Chor Ende des 18. Jahrhunderts und Schiff 1901 auf gotischen Grundmauern erneuert. Im Inneren hölzerne Tonnendecke. Altarretabel, aus zwei Teilen zusammengesetzt. Ältester Teil ist ein mit Szenen der Passion bemalter Flügelaltar von 1572. Kanzel um 1670. Hölzerner Taufdeckel mit Laterne aus fünf korinthischen Säulen, um 1660/1662, Nordempore um 1600 und 1756. Westempore um 1690, vermutlich von A. Henne, Stade; darüber die Orgel, 1688–90 von Arp Schnitger geschaffen, 1961 frei rekonstruiert. | 30916650 | Weitere Bilder |
| Am Deich 14 53° 36′ 3″ N, 9° 33′ 45″ O                 | Schöpfwerk                | Kleiner Backsteinbau, unter ziegelgedecktem Halbwalmdach. Rundbogige Öffnungen, Fassadengliederung durch Lisenen. Erbaut 1929 (i). | 30917129 | BW             |
| Bassenfleth 18 53° 36′ 50″ N, 9° 31′ 43″ O             | Wohn-/ Wirtschaftsgebäude | Giebelständiger Zweiständerbau in Fachwerk mit Backsteinausfachung, unter Reetdach. Innengerüst mit nach innen geneigten Ständerreihen, 1612 (d) errichtet, Giebel mit mosaikartigen Ausmauerungen von 1763 (i). | 30916569 | BW             |
| Hollernstraße 45 53° 35′ 30″ N, 9° 33′ 33″ O           | Gefallenendenkmal         | Inschriftlich ein "Ehrenmal" in Form von in Backstein gefassten Keramiktafeln. Mittelteil für die 29 Gefallenen der Gemeinde Hollern des Ersten Weltkriegs, errichtet vermutlich um 1920. Seitlich ergänzt Tafeln mit den Namen der 87 Gefallenen des Zweiten Weltkriegs. Gesamtanlage gepflastert, bepflanzt und von kleinen Mauern begrenzt. | 30916692 | BW             |
| Hollernstraße 69 53° 35′ 29″ N, 9° 33′ 3″ O            | Wohn-/ Wirtschaftsgebäude | Giebelständiges Hallenhaus in Fachwerk mit Backsteinausfachung aus dem 19. Jahrhundert, Wohngiebel zur Straße um 1900 massiv in Backstein erneuert. Unter reetgedecktem Satteldach, am Wirtschaftsgiebel mit Walm. | 30916727 | BW             |
| Hollernstraße 83 53° 35′ 36″ N, 9° 32′ 46″ O           | Wohn-/ Wirtschaftsgebäude | Giebelständiges großes Hallenhaus in Fachwerk mit Backsteinausfachung, unter reetgedecktem Satteldach, am Wirtschaftsgiebel mit Walm. Wohngiebel 1950 in Formen des 17. und 18. Jahrhunderts erneuert, dreifach vorkragend. Das übrige Gebäude stammt von 1862 (i). | 30916747 |                |
| Hollernstraße 109 53° 35′ 55″ N, 9° 32′ 26″ O          | Wohn-/ Wirtschaftsgebäude | Giebelständiger Fachwerkbau mit Backsteinausfachung, unter reetgedecktem Satteldach, am Wirtschaftsgiebel mit Walm. Auffallend gleichmäßiges Fachwerk, im Straßengiebel kaum auskragend mit nahezu quadratischen Gefachen. Errichtet um 1850. | 30916846 | BW             |
| Hollernstraße 109 53° 35′ 51″ N, 9° 32′ 23″ O          | Scheune                   | Fachwerkbau mit Backsteinausfachung, teilweise verbrettert, unter reetgedecktem Walmdach. Errichtet im 19. Jahrhundert. | 30916866 | BW             |
| Hollernstraße 111 53° 35′ 55″ N, 9° 32′ 26″ O          | Wohnhaus                  | Traufständiger Fachwerkbau mit Backsteinausfachung, unter reetgedecktem Walmdach. Auffallend gleichmäßiges Fachwerk, in den Giebeln kaum auskragend mit nahezu quadratischen Gefachen. Errichtet um 1850. | 30916886 | BW             |
| Hollernstraße 156 53° 36′ 10″ N, 9° 31′ 47″ O          | Wohn-/ Wirtschaftsgebäude | Großes Zweiständerhaus in Fachwerk mit Backsteinausfachung unter reetgedecktem Satteldach, mit Halbwalm am Wirtschaftsgiebel. Errichtet 1864 (i). | 30916670 |                |
| Hollernstraße 159 53° 36′ 9″ N, 9° 31′ 46″ O           | Wohnhaus                  | Giebelständiger Putzbau unter flach geneigtem Satteldach in Schieferdeckung. Symmetrisch angelegte Straßenfassade, akzentuiert durch mittigen Vorbau mit Balkon sowie Fensterrahmungen und gestaltetem Dachüberstand. Erbaut 1899 (i) als Altenteiler mit dem Namen "Villa Maria". | 30916946 |                |
| Kurze Straße 1 53° 36′ 56″ N, 9° 31′ 29″ O             | Wohn-/ Wirtschaftsgebäude | Traufständiger Zweiständerbau in Fachwerk mit Backsteinausfachung, unter reetgedecktem Satteldach mit Halbwalm im Wohnteil. Errichtet 1814 (i). | 30916630 | BW             |
| Mühlenstraße 13 53° 36′ 3″ N, 9° 33′ 27″ O             | Wohnhaus                  | Giebelständiges Fachwerkhaus mit Backsteinausfachung, unter reetgedecktem Halbwalmdach. Errichtet im 17. Jahrhundert als Wohnhaus des Müllers. Wände teilweise massiv erneuert. | 30917264 | BW             |
| Mühlenstraße 16 53° 36′ 4″ N, 9° 33′ 22″ O             | Venti Amica               | Dreistöckige Galerieholländer-Windmühle mit Backsteinunterbau. Der Vorgängerbau aus der Zeit um 1300 wurde 1818 als Galerieholländer erneuert; 1848 brannte dieser Bau nieder und wurde anschließend wieder errichtet. Das an den Mühlenstumpf angesetzte Getreidesilo aus Backstein unter flachem Satteldach wurde 1913 ergänzt und 1929 noch einmal erweitert. | 30917281 |                |
| Siebenhöfen 8 53° 35′ 26″ N, 9° 34′ 16″ O              | Wohn-/ Wirtschaftsgebäude | Großer giebelständiger Zweiständerbau in Fachwerk mit Backsteinausfachung, unter reetgedecktem Satteldach, am Wirtschaftsgiebel mit Walm. Errichtet 1841 (i). | 30917017 | BW             |
| Siebenhöfen 28 53° 35′ 32″ N, 9° 33′ 47″ O             | Wohn-/ Wirtschaftsgebäude | Großer giebelständiger Fachwerkbau mit Backsteinausfachung, unter reetgedecktem Satteldach, am Wirtschaftsgiebel mit Halbwalm. Errichtet 1865 (i), Wirtschaftsgiebel um 1900 zeittypisch in Backstein mit Lisenen und Gesimsschmuck erneuert. | 30917036 | BW             |
| Speersort 167 53° 36′ 13″ N, 9° 31′ 33″ O              | Gutshaus                  | Traufständiges zweigeschossiges Fachwerkhaus mit Backsteinausfachung, unter ziegelgedecktem Walmdach. Errichtet über massivem Backsteinsockel; Eingang über eine breite Sandsteintreppe. Obergeschoss auf Knaggen vorkragend, dabei Balkenköpfe und Füllhölzer mit Wulst und Kehle profiliert. Rückseite massiv erneuert, ebenso Teile des eingeschossigen Anbaus des Wirtschaftsteils. Im Innern eine zeitgenössische Spindeltreppe aus Holz sowie im Obergeschoss ein Saal mit Stuckdecke der ersten Hälfte des 18. Jahrhunderts. | 30917055 |                |
| Speersort 167 53° 36′ 14″ N, 9° 31′ 34″ O              | Garten                    | Um das Haus herum angelegter Garten mit Rasenrondell und Wappenstein sowie Baumbestand (alleeartig zugeführt auf das Wohngebäude). | 30917508 |                |
| Speersort 167 53° 36′ 14″ N, 9° 31′ 31″ O              | Graft                     | Eine Graft umgibt das große Grundstück des Gutes Brook. | 30917523 |                |
| Twielenflether Chaussee 53° 36′ 20″ N, 9° 33′ 25″ O    | Leuchtbake                | Genietete Eisenkonstruktion, quadratischer Unterbau, rundes Oberteil mit Umlauf. Erbaut 1893 als Leuchtbake mit Leitfeuer; 1984 durch modernes Leuchtfeuer ersetzt. Der alte Leuchtturm stand 50 Meter weiter östlich auf dem Deich, 1984 auf der Binnenseite des Deiches neu aufgestellt. | 30917318 |                |
| Twielenflether Chaussee 62 53° 36′ 13″ N, 9° 33′ 24″ O | Wohn-/ Wirtschaftsgebäude | Traufständiges Fachwerk-Hallenhaus mit Backsteinausfachung, unter reetgedecktem Satteldach, am Wirtschaftsgiebel mit Halbwalm. Innengerüst errichtet im 18. Jahrhundert, um 1850 in den Fassaden baulich überformt. | 30917301 | BW             |
| Wöhrden 13 53° 36′ 40″ N, 9° 30′ 41″ O                 | Scheune                   | Kornscheune | 30917397 | BW             |